# Val-de-Comporté
Val-de-Comporté ist eine französische Gemeinde mit 1007 Einwohnern (Stand 1. Januar 2022) im Département Vienne in der Region Nouvelle-Aquitaine. Sie gehört zum Arrondissement Montmorillon und ist Mitglied im Gemeindeverband Communauté de communes du Civraisien en Poitou.

## Gemeindegliederung

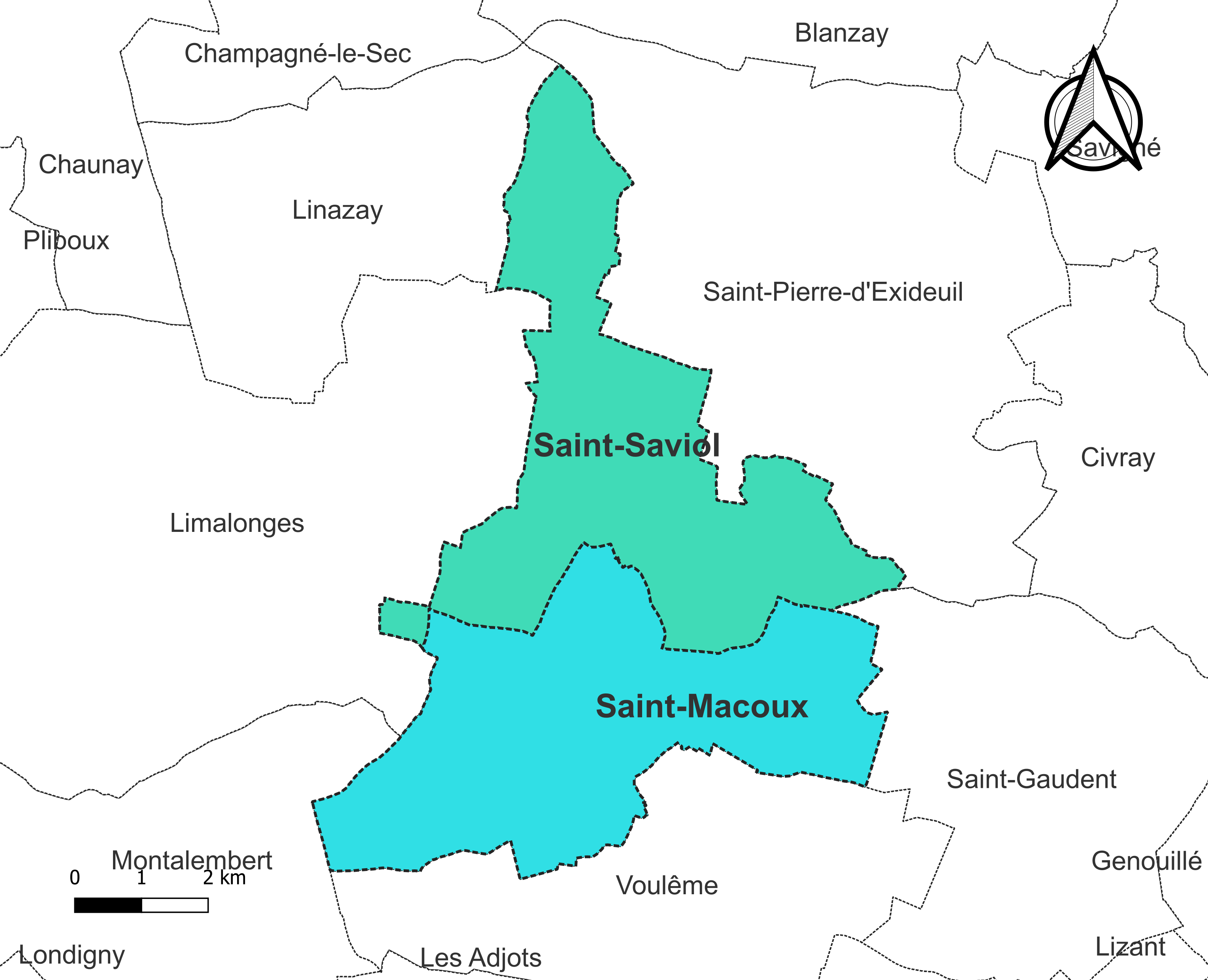
Gemeindegliederung

Val-de-Comporté entstand mit Wirkung vom 1. Januar 2024 als Commune nouvelle durch Zusammenlegung der bis dahin selbstständigen Gemeinden Saint-Macoux und Saint-Saviol, die fortan den Status von Communes déléguées besitzen. Der Verwaltungssitz befindet sich in Saint-Saviol.
| Commune déléguée               | Ehemaliger INSEE-Code | PLZ   | Fläche (km²) | Einwohnerzahl (2022) |
| ------------------------------ | --------------------- | ----- | ------------ | -------------------- |
| Saint-Saviol (Verwaltungssitz) | 86247                 | 86400 | 10,81        | 534                  |
| Saint-Macoux                   | 86231                 | 86400 | 10,68        | 473                  |

## Geografie
Val-de-Comporté liegt am südlichen Rand des Départements an der Grenze zum benachbarten Département Deux-Sèvres, etwa 49 Kilometer südsüdwestlich von Poitiers und etwa 58 Kilometer südwestlich von Montmorillon. Die Charente durchquert das Gemeindegebiet von Nord nach Süd.
Umgeben wird Val-de-Comporté von den fünf Nachbargemeinden:
| Linazay                        |                                             | Saint-Pierre-d’Exideuil |
| Sauzé-entre-Bois (Deux-Sèvres) | Kompassrose, die auf Nachbargemeinden zeigt | Saint-Gaudent           |
|                                | Voulême                                     |                         |

## Sehenswürdigkeiten
- Kirche Saint-Macoux mit Ursprüngen aus dem 12. Jahrhundert
- Kirche Saint-Saviol aus dem 13./14. Jahrhundert
- Mittelalterliche Brücke
- Schloss Fayolle aus dem 15. Jahrhundert
- Schloss La Feuilleterre aus dem 19. Jahrhundert

## Bildung
Die Gemeinde verfügt über je eine öffentliche Vor- und Grundschule (École primaire) in Saint-Saviol und in Saint-Macoux.

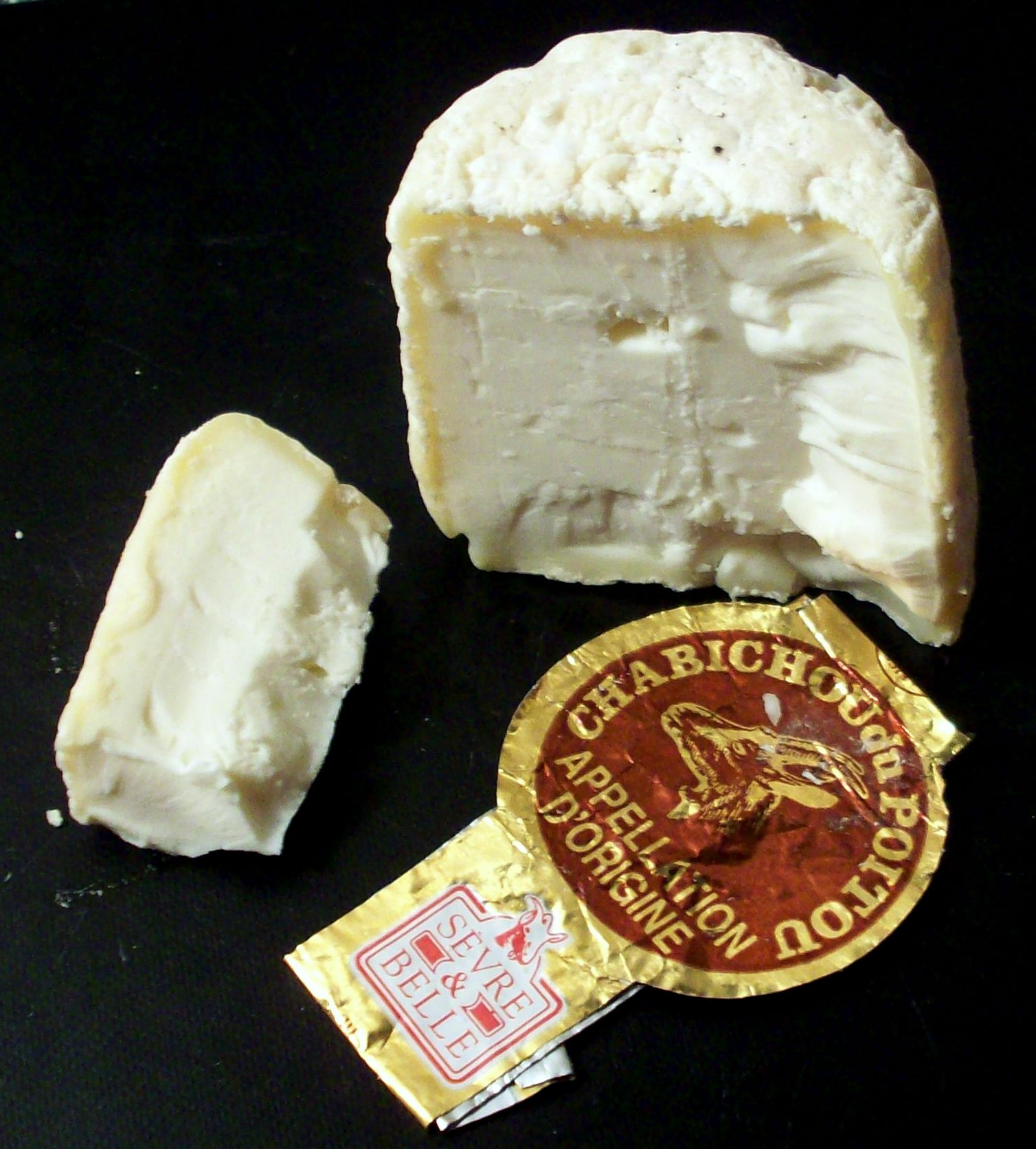
Chabichou du Poitou

## Wirtschaft
Über 80 % des Gebiets der Gemeinde wird landwirtschaftlich genutzt.
Val-de-Comporté liegt in den Zonen AOC der Butter mit den Appellationen
- Beurre Charentes-Poitou,
- Beurre des Charentes und
- Beurre des Deux Sèvres

sowie
- des Chabichou du Poitou. eines Weichkäses aus roher Ziegenmilch.[3]

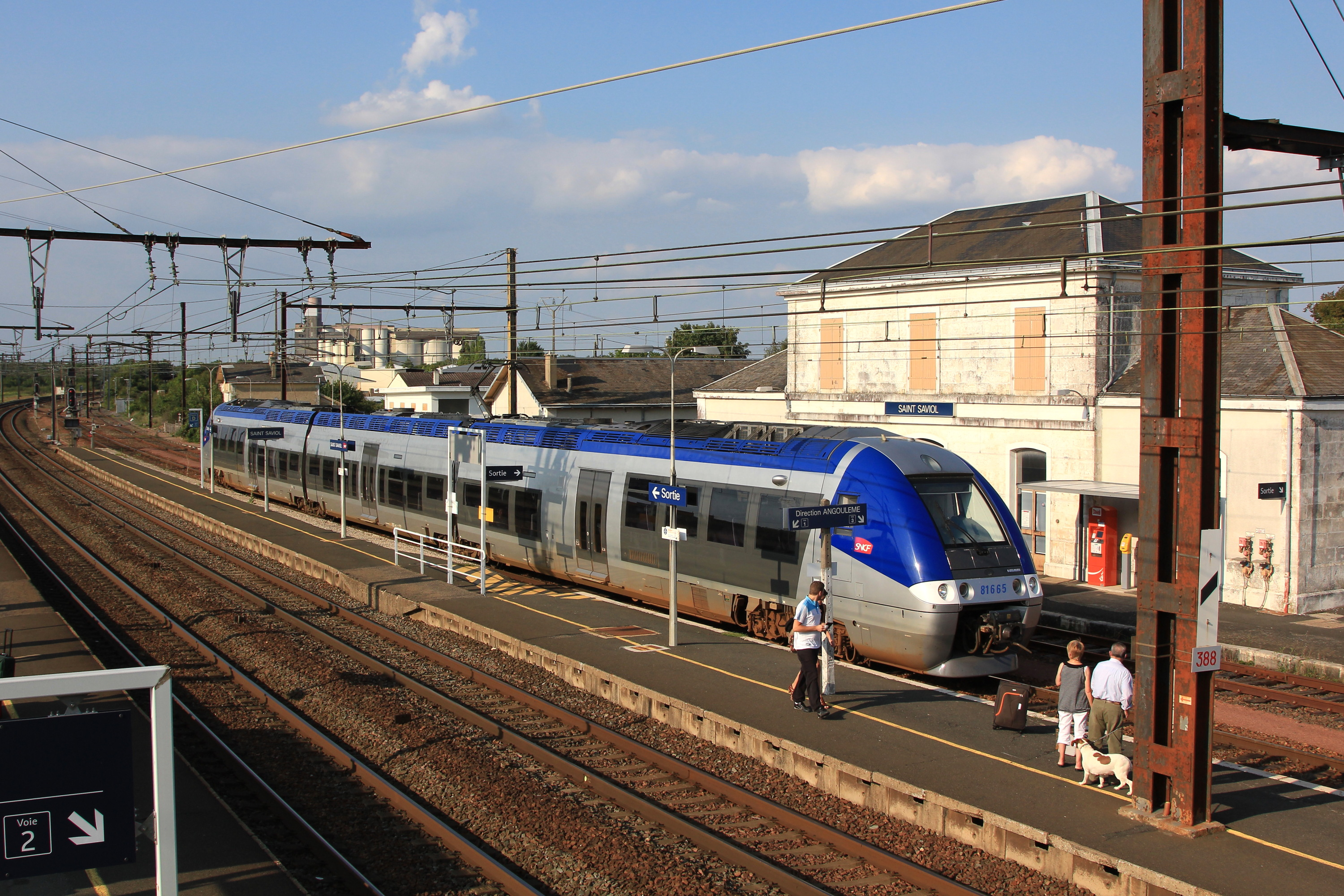
Bahnhof

## Verkehr
Die Gemeinde besitzt im Ortsteil Saint-Saviol einen Bahnhof auf der Bahnstrecke Paris–Bordeaux. Er wird von Zügen zweier Linien des TER Nouvelle-Aquitaine bedient, die zwischen Châtellerault und Angoulême verkehren.
Die Departementsstraße 948, die ehemalige Route nationale 148, durchquert den Ortsteil Saint-Saviol in Ostwestrichtung und verbindet die Gemeinde mit Civray über Saint-Pierre-d’Exideuil im Osten und mit Niort über Limalonges im Westen. Weitere regionale Straßenverbindungen bestehen mit den anderen Nachbargemeinden.
Busse zweier Buslinien der Region Nouvelle-Aquitaine, die nach Civray und nach Chef-Boutonne fahren, bedienen eine Haltestelle am Bahnhof der Gemeinde.